# Chris Harris Jr.
Christopher Harris Jr. (Tulsa, 18 giugno 1989) è un ex giocatore di football americano statunitense che ha giocato per 12 anni nel ruolo di cornerback nella National Football League (NFL). Al college ha giocato a football all’Università del Kansas.

## Carriera

### Denver Broncos
Dopo non essere stato scelto nel Draft NFL 2011, Harris firmò con i Denver Broncos. Nella sua stagione da rookie fornì prestazioni superiori alle attese totalizzando 65 tackle, un intercetto e 6 passaggi deviati. Fu uno dei quattro debuttanti della squadra a disputare tutte le 16 partite e per due volte guidò i Broncos per maggior numero di tackle.
Il 6 novembre 2011 nella gara contro gli Oakland Raiders, Harris fece registrare il primo intercetto in carriera ai danni del Carson Palmer. Nel corso di quella partita, Harris guidò la squadra con 11 tackle, il quinto risultato di sempre per un cornerback nella storia dei Denver Broncos e l'undicesimo nella storia della lega per un cornerback non scelto nel draft.
Nella settimana 6 della stagione 2012 contro i San Diego Chargers, Harris mise a segno ben due intercetti su Philip Rivers. Il 16 dicembre 2012, in una gara contro i Baltimore Ravens, Harris intercettò il quarterback Joe Flacco ritornando il pallone per 98 yard in touchdown, il ritorno più lungo della storia della franchigia.
Nella gara di debutto della stagione 2013, Harris intercettò ancora Flacco nella netta vittoria sui Ravens. Un altro intercetto lo mise a referto su Eli Manning la settimana successiva. La sua annata si concluse con un nuovo primato personale di 65 tackle, oltre a 3 intercetti.
Il primo intercetto del 2014, Harris lo fece registrare su Russell Wilson nella sconfitta della settimana 3 contro i Seattle Seahawks. A fine anno fu convocato per il primo Pro Bowl in carriera e inserito nel Second-team All-Pro dopo avere terminato con 3 intercetti per la terza stagione consecutiva.
Nel 2015, Harris mise a segno il primo intercetto nel secondo turno nella vittoria in rimonta sui Chiefs. Nel quinto intercettò Derek Carr dei Raiders nel quarto periodo ritornando il pallone per 74 yard in touchdown, dando la vittoria alla sua squadra. Al termine della stagione regolare fu convocato per il secondo Pro Bowl in carriera ed inserito nel Second-team All-Pro. Il 7 febbraio 2016 partì come titolare nel Super Bowl 50 vinto contro i Carolina Panthers per 24-10 in cui mise a segno cinque placcaggi e un sack su Cam Newton.
La prima gara della stagione 2016 fu la rivincita del Super Bowl di sette mesi prima coi Panthers che i Broncos vinsero per 21-20, in una gara in cui Harris fece registrare un intercetto. A fine stagione fu convocato per il terzo Pro Bowl consecutivo e inserito nel First-team All-Pro dopo avere messo a segno 63 tackle e 2 intercetti.

### Los Angeles Chargers
Il 30 marzo 2020 Harris firmò con i Los Angeles Chargers un contratto biennale del valore di 20,5 milioni di dollari. Nominato cornerback di sinistra titolare, a causa di un infortunio ad un piede nella gara del terzo turno, il 29 settembre 2020 fu spostato in lista riserve/infortunati, tornando disponibile due mesi dopo, il 27 novembre. Nella gara del quindicesimo turno, la vittoria 30-27 ai tempi supplementari contro i rivali di division dei Las Vegas Raiders, Harris fece il suo primo intercetto con i Chargers, su un passaggio di Marcus Mariota ritornato poi per 51 yard. Concluse l'annata con 0,5 sack, 37 tackle, un intercetto e due passaggi deviati in nove gare.

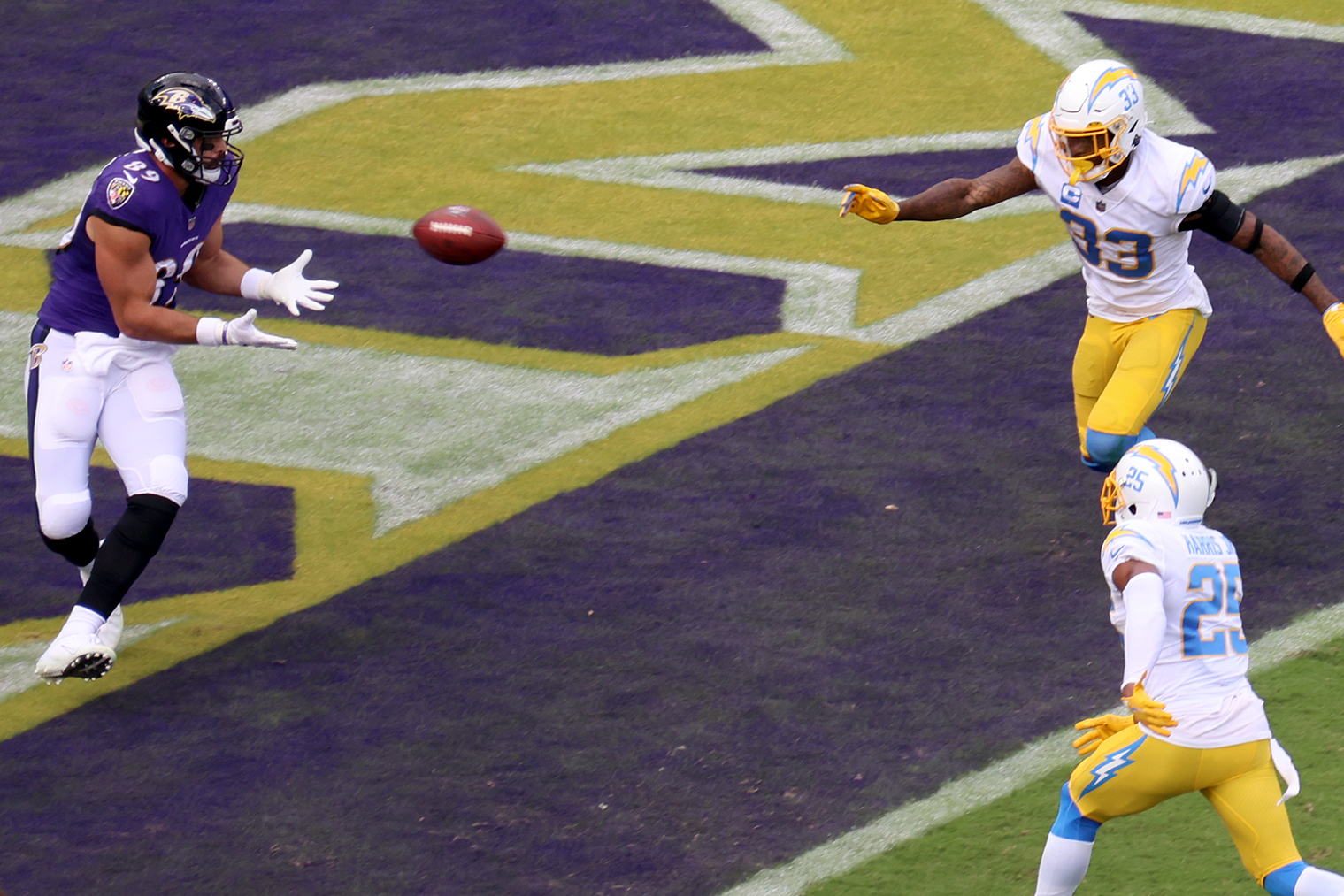
Harris (n. 25) nel 2021 contro i Baltimore Ravens.

Nella stagione 2021 fece 14 presenze, di cui 11 da titolare, con 37 tackle, un intercetto e 14 passaggi deviati.

### New Orleans Saints
Il 4 ottobre 2022 firmò per la squadra di allenamento dei New Orleans Saints. Elevato nel roster attivo il 15 ottobre 2022, per la gara del settimo turno contro gli Arizona Cardinals, fu promosso stabilmente in prima squadra il 29 ottobre 2022. Harris concluse la stagione 2022 giocando in dieci gare, di cui quattro da titolare, con 29 tackle, un sack,  un fumble forzato e tre passaggi deviati.
Diventato free agent al termine della stagione, Harris dichiarò di non aver fretta di firmare un nuovo contratto, volendo attendere una squadra che avesse l'obiettivo di competere per vincere un Super Bowl.

### Ritiro
Il 30 aprile 2024, dopo che per due stagioni nessuna franchigia si era fatta avanti, Harris annunciò il suo ritiro dal football professionistico, dichiarando che "Ho capito che tutte le squadre si sono mosse verso giocatori più giovani".

## Palmarès

### Franchigia
- Super Bowl : 1

Denver Broncos: 50
- American Football Conference Championship: 2

Denver Broncos: 2013, 2015

### Individuale
- Convocazioni al Pro Bowl: 4

2014, 2015, 2016, 2018
- First-team All-Pro: 1

2016
- Second-team All-Pro: 2

2014, 2015
- PFWA All-Rookie Team - 2011
- Leader della NFL in fumble forzati: 1

2007
- Formazione ideale della NFL degli anni 2010